# León Sierra Páez
León Lucien Sierra Páez (Quito, 1974) es un actor, director teatral, activista LGBT y poeta ecuatoriano. Dentro de su faceta como activista, ha formado parte de organizaciones como la Corporación Kimirina y el colectivo Igualdad de Derechos Ya. En reconocimiento a su activismo en favor de los derechos de las poblaciones LGBT, en 2015 obtuvo el Premio Patricio Brabomalo por parte del Municipio de Quito.

## Biografía
Durante su etapa de educación secundaria en el Instituto Nacional Mejía, fue líder estudiantil y formó parte del club de periodismo del colegio. Realizó sus estudios superiores en la Universidad de Cuenca, donde obtuvo el título de licenciado en cine y audiovisuales. Su formación en las artes tuvo lugar en instituciones como la Real Escuela Superior de Arte Dramático, el RTVE Instituto, la Escuela de Cerámica de la Moncloa y el Laboratorio Teatral Malayerba. Cursó además una maestría en psicoanálisis y teoría de la cultura en la Universidad Complutense de Madrid.
Tras vivir más de una década en España, en 2007 volvió a Ecuador y empezó a trabajar como profesor de actuación en el INCINE. Tiempo después empezó a interpretar el personaje drag queen de Malva Malabar, a quien creó originalmente como seudónimo para participar en un concurso de poesía y que luego usó como forma de criticar el machismo de la sociedad ecuatoriana de la época. Posteriormente, participó en la obra teatral Sociali-Té interpretando al personaje de Malva Malabar.
En 2009 abrió el Estudio de Actores, institución en la que impartía clases de actuación. Ha participado en obras teatrales como De hombre a hombre, Años noventa, La noche justo antes de los bosques y Baby with the Bathwater. También actuó en una adaptación teatral del cuento de temática LGBT «Angelote, amor mío», de Javier Vásconez.
Dentro de la gestión cultural, ha ocupado cargos como el de coordinador del Centro de Arte Contemporáneo de Quito, al que fue elegido mediante concurso público en 2015 y que ocupó durante un año. En 2017, fue además nombrado director de teatros de la Casa de la Cultura Ecuatoriana. Durante su tiempo en España, fue programador artístico de la sala de teatro Ensayo100, donde puso en escena obras como Herida.
En 2019, fue uno de los participantes del programa de telerrealidad MasterChef Ecuador.

### Activismo LGBT
En 2008, participó como uno de los organizadores de la primera Marcha del Orgullo LGBT de Quito que recorrió el sector de La Mariscal, junto a activistas como Efraín Soria y Fredy Lobato, con quienes luego formó el colectivo LGBT Igualdad de Derechos Ya. Al año siguiente, miembros de este colectivo, entre ellos Sierra, participaron como candidatos a asambleístas en las elecciones legislativas de 2009.
En 2013, se convirtió en director ejecutivo adjunto de la Corporación Kimirina, desde donde implementó proyectos relacionados con la cultura y la diversidad sexual, entre ellos la Bienal de Artes LGBTI Contranatura y la Residencia Positiva - El Cuerpo VIH. Como parte de Kimirina también impulsó el sitio web www.ponteonce.org, que ofrecía información sobre prácticas de sexo seguro para hombres que tienen sexo con hombres.
Como reconocimiento a su activismo por los derechos LGBT, Sierra recibió en 2015 el Premio Patricio Brabomalo, galardón otorgado por la Comisión de Género, Igualdad e Inclusión Social de la Municipalidad de Quito a personas pertenecientes a la diversidad sexual que hayan realizado contribuciones destacadas en la defensa de los derechos de la comunidad LGBT.